# Giovanni di Benedetto da Como
Pour les articles homonymes, voir Benedetto.
 (juin 2013).
Giovanni di Benedetto da Como  est un enlumineur et un peintre italien qui fut actif dans la deuxième moitié du XIVe siècle.

## Biographie
Giovanni di Benedetto da Como travailla dans l'atelier milanais lié à la cour de la famille Visconti où en 1362 avait été élaboré le Messale Nardini (Biblioteca Capitolare, Milan). Il signa ses créations figlio del Maestro Benedetto (fils du maître Benedetto) qui probablement devait aussi collaborer à cet atelier.
Giovanni poursuit le Libro d’Ore pour Blanche de Savoie (Staatsbibliothek, Munich) démarré en 1372 par Jean d'Arbois en décorant les marges et les initiales et en y ajoutant, aux 16 miniatures prévues, 21 autres grandes miniatures recadrées à l'aide des petites feuilles sortant des angles. Ce style devint sa marque de fabrique.
Ce travail lui échappa vu que toutes les miniatures créées ne pouvaient être rapprochées du texte et du livre non encore achevé à la mort de Galeazzo II (1378) et de ce fait le livre resta en l'état. Cette œuvre reste néanmoins le plus ancien livre d'heures lombard conservé.
L'inscription pinxit et ordinavit inscrite en lettres bleues dans un cadre ornemental d'or, au verso du premier feuillet indique que Giovanni di Benedetto da Como n'a pas seulement peint les enluminures du manuscrit mais organisé le projet d'ensemble de l'illustration. 
En 1380 Barnabé Visconti et sa femme Regina della Scala offrirent à leur fille Agnès, qui allait épouser François Ier Gonzague, le Libro delle Istorie del Mondo (Biblioteca Marciana, Venise) et à leur fille Verde, épouse de Léopold III de Habsbourg, un Tacuinum sanitatis (Bibliothèque Nationale de France) prototype d'au moins 5 Tacuina réalisés dans le cadre de la période des Visconti. À ce Tacuinum travaillèrent de nombreux artistes parmi lesquels Anovelo da Imbonate qui joua certainement un rôle important au sein de l'atelier.
Regina voulut pour elle-même un livre d'heures (Biblioteca Palatina, Parme), auquel participa un autre artiste milanais anonyme Tomasino da Vimercate (dit Maître du livre d'heures de Modène). Pour Bernabé l'atelier dut recopier le Liber iudiciorum et consiliorum de Alfodhol (BNF) et le Lancelot du Lac (BNF).
Le Lancelot apparaît dans le catalogue de la Bibliothèque de Pavie avec le titre de Queste du Saint Graal, il comprend la Queste (f. 1-60), le Tristan (f. 61-104) et La Mort du roi Arthur (f. 105-112). Il ne fut pas terminé à cause du décès de Bernabé (1385). Des 106 pages écrites, il ne fut illustré que jusqu'à la page 65, la suite restant uniquement sommairement tracée.
L'atelier continua à travailler pour les riches courtisans du nouveau seigneur Gian Galeazzo Visconti.  En 1383 il avait déjà réalisé pour une copie restée anonyme un livre d'heures (Biblioteca Estense, Modène), avec un Ufficio della Vergine in rito ambrosiano, copié depuis Alberto de’ Porcellis. Les donneurs d'ordre avaient apprécié le livre d'heures de Blanche de Savoie et voulurent le leur pratiquement à l'identique.
En 1388 le condottiere Bertrando de’ Rossi di Parma, voulut aussi un livre d'heures et missel similaire (BNF, lat. 757). C'est le plus décoré, le plus élégant et precieux réalisé jusque-là. À son illustration participèrent Giovanni di Benedetto et Anovelo da Imbonate. 
Le même groupe d'artistes participa à l'illustration de De remedijs utriusque fortunae de Francesco Petrarca (Biblioteca nazionale Braidense, Milan), 36 pages de 29,8 cm x 12 cm, écrites par deux copistes différents parmi lesquels (peut-être) Pietro da Pavia. 
Sur le frontispice, Petrarque est assis sur une chaire entouré par les divers états et attributs de la société humaine.
Vers la fin du siècle, Bertrando de’ Rossi demanda un autre petit livre d'heures (BNF, ms Smith-Lessoueff 22), d'après une copie d'un modèle anglais qui avait été offert à Galeazzo II par le comte d'Hereford Humphrey de Bohun, à Pavie en 1366 lors des négociations en vue du mariage entre Violante Visconti et Leonello di Clarence. 
Le style de cette œuvre est identique à celui du livre d'heure de Marie de Bohun, (fille de sir Humphrey et reine d'Angleterre) qui peut facilement être comparé au codice del Rossi. Les feuilles de vigne sont dessinées nerveusement autour des bords avec des pampres vrillées.
Un Calendario astrologico (calendrier astrologique) (1386), (Pierpont Mogan Library de New York) est aussi attribué à cet atelier.
Son activité ne s'est pas uniquement limitée à l'enluminure car il a été également un peintre de fresques dans la décoration des oratoires et chapelles princières (Albizzate, Solaro et à Lentate sul Seveso).
Anovelo da Imbonate s'était formé dans l'atelier  de Giovanni di Benedetto da Como.

## Œuvres
- Messale Nardini (1362), Biblioteca Capitolare, Milan.
- Libro d’Ore de Blanche de Savoie (1372), Staatsbibliothek, Clm 23215, Munich.
- Libro delle Istorie del Mondo (1380), Biblioteca Marciana,Venise.
- Tacuinum sanitatis, (lat. Nuov. Acq. 1673), BNF.
- Livre d'heures de Regina della Scala, Biblioteca Palatina,Parme.
- Liber iudiciorum et consiliorum de Alfodhol, lat. 7323, BNF.
- Lancelot du Lac, fr. 343, BNF.
- Queste du Saint Graal, Bibliothèque de Pavie.
- Ufficio della Vergine in rito ambrosiano livre d'heures (1383), Bibliothèque Estense, Modène.
- Livre d'heures et missel de Bertrando de’ Rossi (1388), lat. 757, BNF.
- De remedijs utriusque fortunae de Francesco Petrarca, Biblioteca nazionale Braidense, Milan.
- Livre d'heures de Rossi (Codice del Rossi), ms Smith-Lessoueff 22, BNF.
- Calendario astrologico (calendrier astrologique) (1386), Pierpont Mogan Library, New York.